# EPrix Santiaga

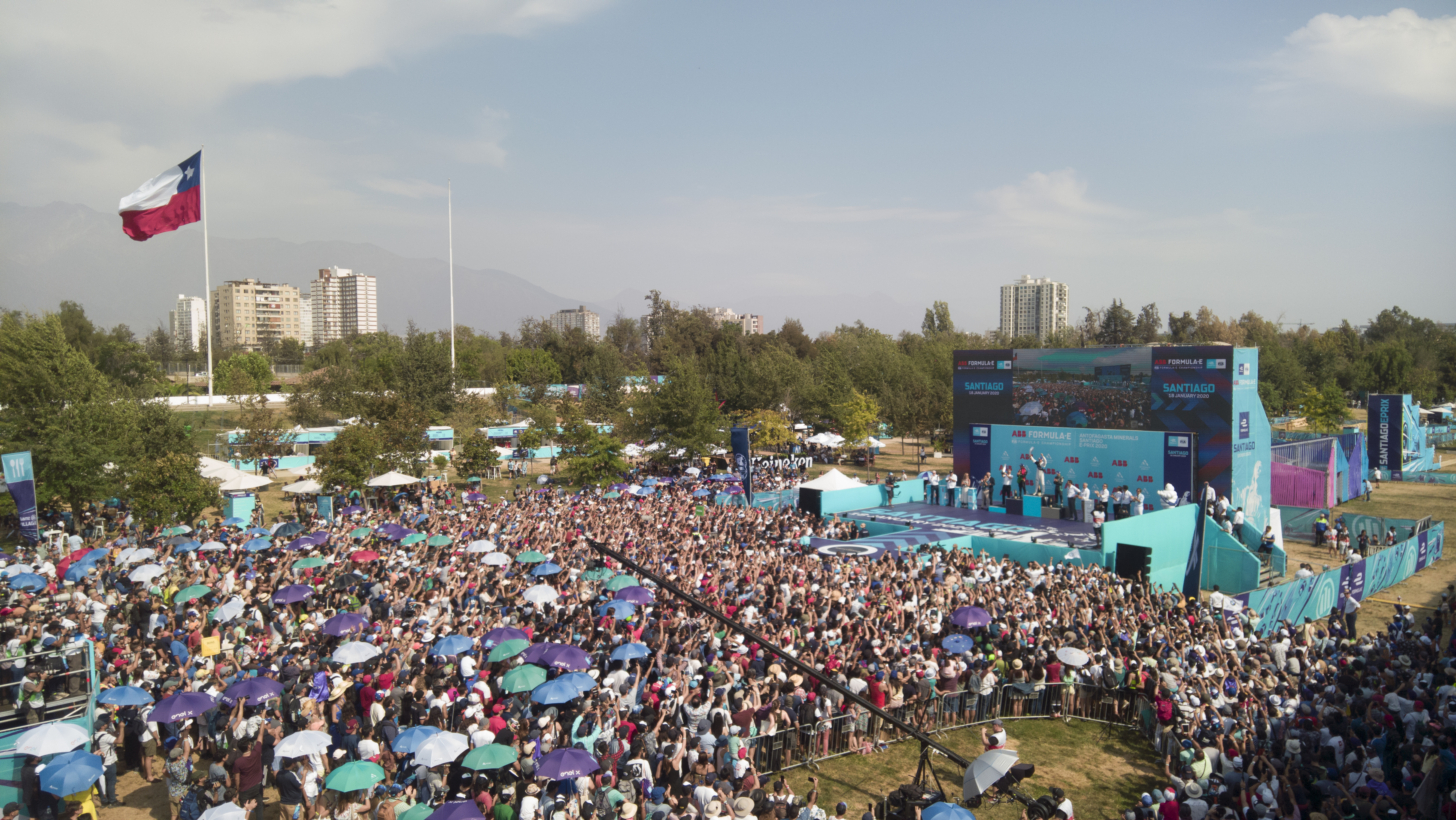
e-Prix Santiaga 2020

ePrix Santiaga (anglicky: Santiago ePrix) je jedním ze závodů šampionátu vozů Formule E, pořádané Mezinárodní automobilovou federací. Místem konání je v současnosti trať Parque O'Higgins Circuit ve městě Santiago, hlavním městě Chile.

## Okruhy
První ročník ePrix se jel na trati Santiago Street Circuit, postavené uvnitř a v okolí parku Parque Forestal a také kolem dalších známých budov města Santiago, jako jsou Alameda, Plaza Baquedano nebo Gabriela Mistral Cultural Center.
Pro druhý ročník byla trasa změněna a umístěna dovnitř druhého největšího městského parku Parque O'Higgins. Důvodem byla zejména logistika během prvního roku pořádání, na kterou si značně stěžovali místní obyvatelé.

## Vítězové ePrix Santiaga

### Vítězové v jednotlivých letech
| Rok  | Jezdec           | Konstruktér            | Trať                     | Výsledky |
| ---- | ---------------- | ---------------------- | ------------------------ | -------- |
| 2018 | Jean-Éric Vergne | Techeetah              | Santiago Street Circuit  | Výsledky |
| 2019 | Sam Bird         | Envision Virgin Racing | Parque O'Higgins Circuit | Výsledky |